# Petraeovitex
Petraeovitex – rodzaj roślin z rodziny jasnotowatych. Obejmuje 8 gatunków. Występują one w lasach południowo-wschodniej Azji i na wyspach Oceanii od Malezji, Indonezji i Filipin po Nową Gwineę, Melanezję i Queensland. Najbardziej zróżnicowane są na Borneo, gdzie rośnie 5 gatunków.

## Morfologia
PokrójPnącza, w przypadku P. multiflora osiągające do 30 m długości.
LiścieNaprzeciwległe, trójkrotnie, czasem podwójnie złożone. Listki jajowate lub owalne, całobrzegie, rzadko z nielicznymi ząbkami.
KwiatyZebrane w wierzchotki wyrastające w kątach liści, często też tworzące luźne, wiechowate kwiatostany złożone typu tyrs (u P. multiflora do 70 cm długości). Kielich jest 5-działkowy, promienisty, w czasie owocowania wydłuża się znacząco. Łatki kielicha są długie i w czasie owocowania działają jako aparat lotny. Biała lub żółta korona kwiatu jest niemal promienista lub jednowargowa, w drugim przypadku tylko z dolną, 5-łatkową wargą. Pręciki są cztery, mają proste i podobnej długości nitki, ukryte są pod górną wargą korony, mają równolegle ułożone nitki i podobnie równoległe lub nieco rozchylone pylniki. Zalążnia jest niepodzielona. Łatki znamienia są równej lub podobnej długości.
OwoceSuche, dwukomorowe, z 1–2 nasionami, które są stożkowate, na powierzchni podłużnie kreskowane i omszone.

## Systematyka
Pozycja systematyczna
Rodzaj z podrodziny Peronematoideae w obrębie jasnotowatych Lamiaceae.
Wykaz gatunków
- Petraeovitex bambusetorum King & Gamble
- Petraeovitex kinabaluensis Munir
- Petraeovitex membranacea Merr.
- Petraeovitex multiflora (Sm.) Merr.
- Petraeovitex scortechinii King & Gamble
- Petraeovitex sumatrana H.J.Lam
- Petraeovitex trifoliata Merr.
- Petraeovitex wolfei J.Sinclair